# Église de Roihuvuori
L'église de Roihuvuori (en finnois : Roihuvuoren kirkko) est une église construite dans le quartier de Roihuvuori à Helsinki en Finlande.

## Description
L'église inaugurée en 1970 est conçue par Lauri Silvennoinen.
Sa forme hexagonale est celle des baptistères du IIIe siècle.
La voûte de la nef porte l'étoile de David.
L'église a une surface au sol de 430 m², et elle peut accueillir 600 personnes dont 450 assises.
L'orgue à 26 jeux est livré par la fabrique d'orgues de Kangasala en 1972.
Le retable est un vitrail appelé Circulum vitae réalisé par Reino Hietanen.
Le retable  du baptistère est une mosaïque d'Uuno Eskola représentant la Crucifixion.

## Galerie

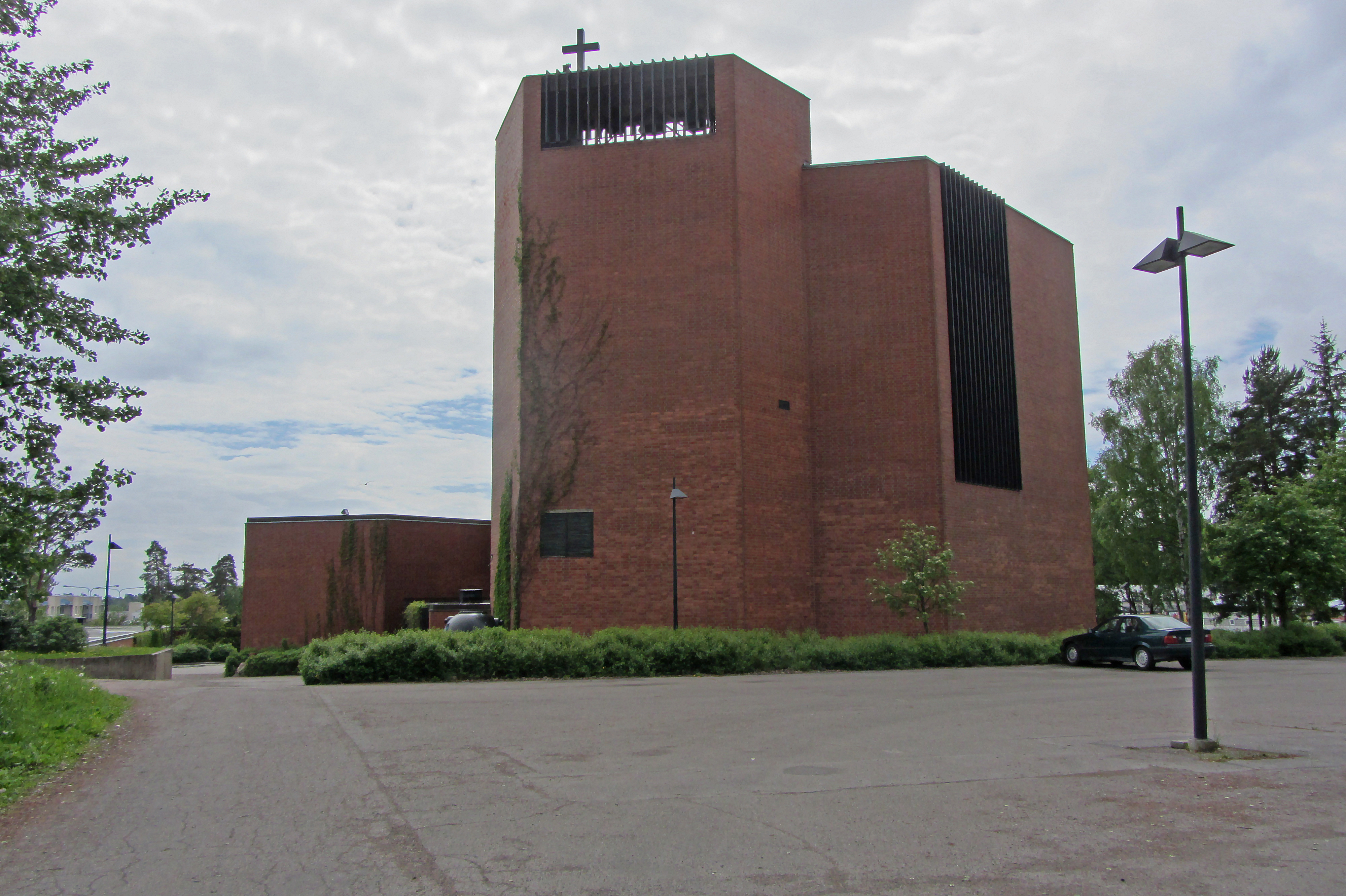
L'église de Roihuvuori
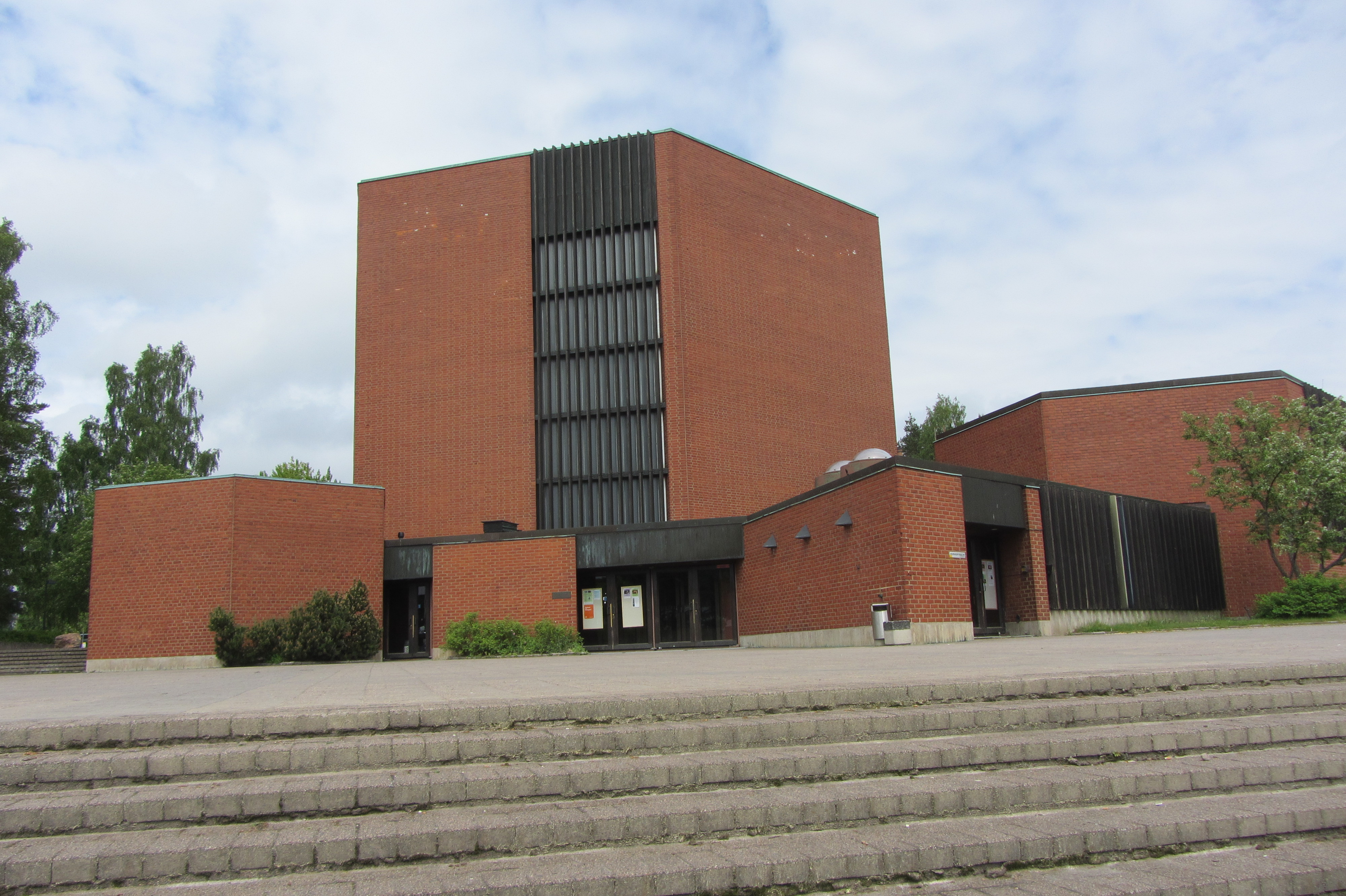
L'église de Roihuvuori du côté de l'entrée.
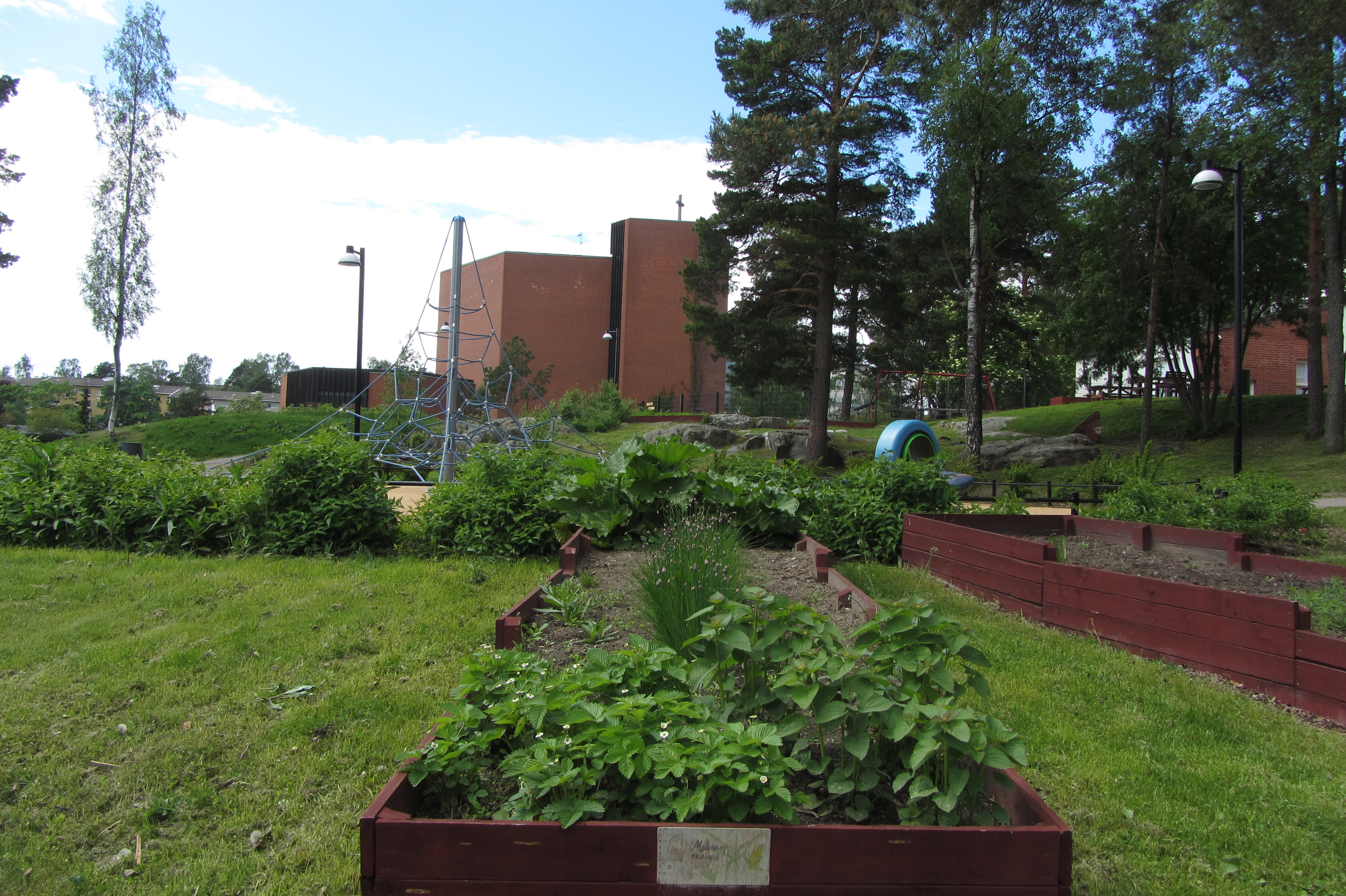
L'église de Roihuvuori du côté du parc de jeux.